# Bán-patak
Bán-patak är ett vattendrag i Ungern. Det ligger i den norra delen av landet, 140 km nordost om huvudstaden Budapest.